# Вулфорт (Тексас)
Вулфорт (енгл. Wolfforth) град је у америчкој савезној држави Тексас. По попису становништва из 2010. у њему је живело 3.670 становника.

## Демографија
Према попису становништва из 2010. у граду је живело 3.670 становника, што је 1.116 (43,7%) становника више него 2000. године.
| Група             | 2000.         | 2010.         |
| Белци             | 1.926 (75,4%) | 2.532 (69,0%) |
| Афроамериканци    | 33 (1,3%)     | 97 (2,6%)     |
| Азијати           | 6 (0,2%)      | 36 (1,0%)     |
| Хиспаноамериканци | 580 (22,7%)   | 966 (26,3%)   |
| Укупно            | 2.554         | 3.670         |